# Меланжер

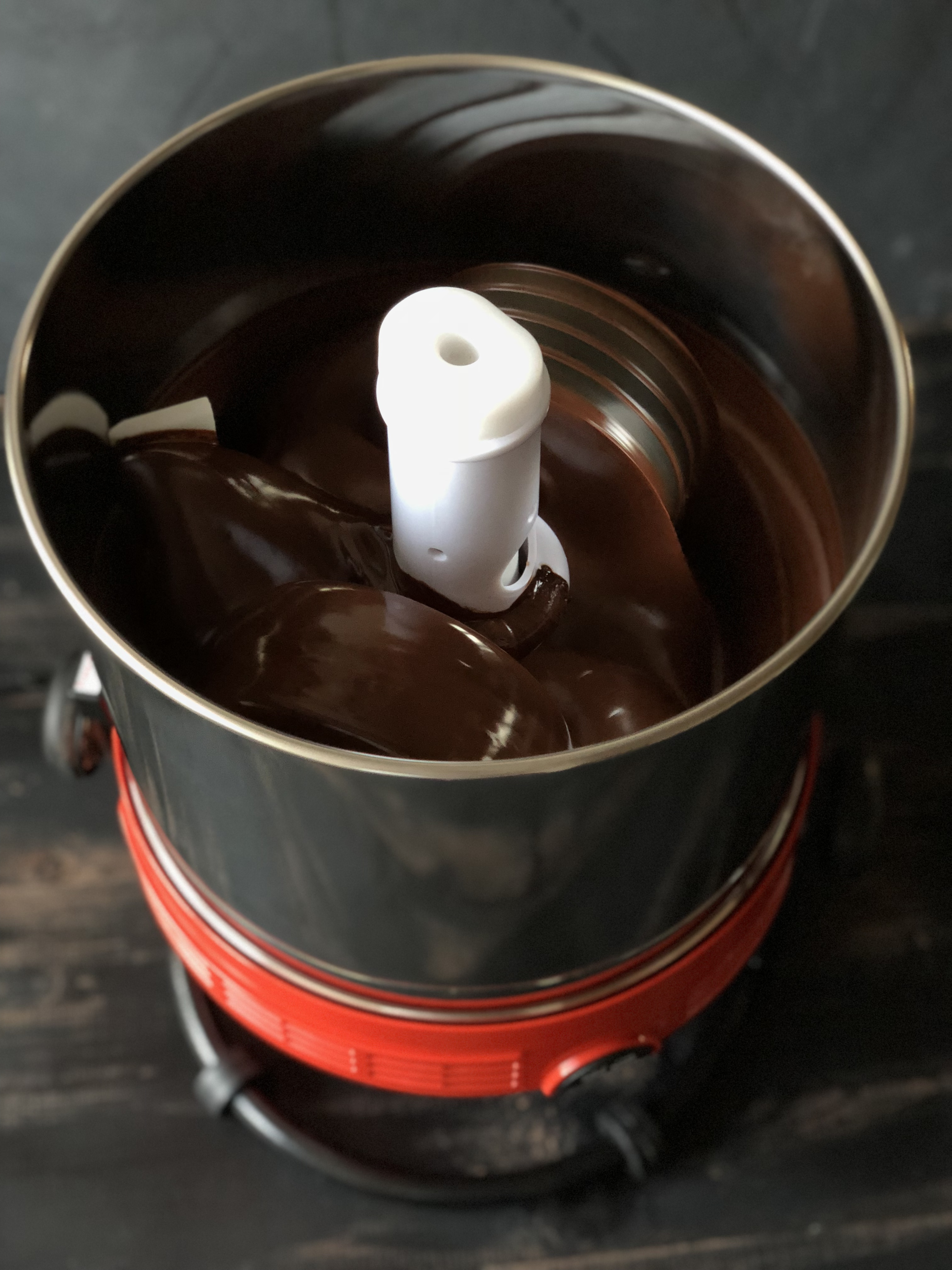
Меланжер Premier Lifestyle Chocolate Refiner

Меланжер — устройство для вальцевания (перетирания) какао-бобов, орехов, зерён и семян в процессе производства шоколада и ореховых паст (урбечей). Меланжеры подразделяются на промышленные и для домашнего использования, домашние в свою очередь делятся на так называемые меланжеры, в основном предназначенные для измельчения риса (Rice grinder) и более надёжные, для домашнего производства шоколада.

## История создания
В 1883 году в Швейцарии шоколатье Филипп Сюшар (Philippe Suchard) изобрёл меланжер, что позволило выпускать 50 процентов всего швейцарского шоколада. С тех пор в промышленных масштабах, шоколад производится на больших многотонных меланжерах. Хотя в последнее время их стремительно вытесняют шариковые мельницы, измельчающие какао-бобы металлическими шариками.

## Принцип работы
Современные меланжеры работают от электродвигателя и напоминают каменную мельницу с каменными жерновами. От аналогов прошлых веков их отличает высокое качество обработки камней, что позволяет увеличить КПД прибора.
С помощью электромотора чаша вращается, и каменные жернова начинают вращаться благодаря трению с гранитным основанием чаши. Специальный прижимной механизм добавляет дополнительное давление бегунов к основанию чаши, что так же увеличивает производительность. Снижая давление на бегунах, процесс измельчения замедляется, а процесс конширования продолжается с той же интенсивностью. Такой же приём можно использовать, если шоколатье считает, что уровень дисперсии частиц какао достаточный, но процесс конширования ещё не завершён.

## Конструкция
Обычно в устройство меланжера входят следующие части:
1. Металлическая или пластиковая крышка.
2. Регулирующий силу прижатия верхний винт.
3. Держатель жерновов (дежа).
4. Жернова в виде катков.
5. Чаша для обрабатываемого продукта с каменным дном.
6. Направляющие массу дефлекторы.
7. Корпус устройства с приводом и мотором.
8. Органы управления в виде кнопки вкл\выкл.

## Классификация
Современные меланжеры можно разделить на две основные группы.
1. Подходящие для производства шоколада, непрерывное время работы которых 6 и более часов. Дальнейший процесс конширования шоколада может занимать дополнительно ещё 1-3 дня.
2. Неподходящие для производства шоколада, непрерывное время работы которых меньше 6 часов. Сюда относятся дешевые Индийские модели, создававшиеся для местной индийской кухни. В основном рассчитанные на вальцевание риса с водой. Эксплуатация которых больше 2-3 часов непрерывной работы может привести к перегреву двигателя и выходу меланжера из строя.

## Достоинства
Ингредиенты перетирает гранит, а не металл. Он более прочный материал по сравнению со сталью, известно что на шоколадных фабриках есть проблема с попаданием частиц металла в готовый продукт, использование меланжера позволяет если не решить, то хотя бы свести к минимуму эту проблему. На шоколадной фабрике используется множество оборудования, для смешивания, для конширования, для предварительного измельчения, для тонкого помола. Меланжер позволяет объединить все вышеперечисленные функции в себе в одну, что значительно экономит место, финансы и трудозатраты. Возможная дисперсность — 18-20 мкм.